# Melanthia mesozona
Melanthia mesozona är en fjärilsart som beskrevs av Louis Beethoven Prout 1938. Melanthia mesozona ingår i släktet Melanthia och familjen mätare. Inga underarter finns listade i Catalogue of Life.